# Scarabaeus radama
Scarabaeus radama är en skalbaggsart som beskrevs av Leon Fairmaire 1895. Scarabaeus radama ingår i släktet Scarabaeus och familjen bladhorningar. Inga underarter finns listade i Catalogue of Life.